# Rhaphiodon vulpinus
Rhaphiodon vulpinus är en fiskart som beskrevs 1829 av Johann Baptist von Spix och Louis Agassiz. Den ingår i släktet Rhaphiodon och familjen Cynodontidae. Inga underarter finns listade i Catalogue of Life.